# Itimi Dickson
Itimi Dickson Edherefe, né le 14 novembre 1983 à Lagos au Nigeria, est un footballeur international singapourien. Il évoluait au poste de milieu offensif.

## Biographie

### Carrière en équipe nationale
Itimi Dickson joue son premier match en équipe nationale le 4 septembre 2004 lors d'un match amical contre l'Indonésie (victoire 2-0). Il marque son premier but en sélection, le 1er novembre 2004 contre la Malaisie (défaite 2-1).
Au total, il compte 33 sélections officielles et 4 buts en équipe de Singapour entre 2004 et 2009.

## Palmarès

### En sélection nationale
- Vainqueur du Championnat d'Asie du Sud-Est en 2004 et 2007

## Statistiques

### Buts en sélection
Le tableau suivant liste les résultats de tous les buts inscrits par Itimi Dickson avec l'équipe de Singapour.